# 나쁜 녀석들: 더 무비
"나쁜 녀석들: 더 무비"는 2019년에 개봉한 대한민국의 영화이다. 2014년 방영된 OCN 드라마 "나쁜 녀석들"을 리메이크하였다. 원작 드라마 주연인 마동석과 김상중은 그대로 출연하는 반면, 박해진과 조동혁이 빠졌고 강예원은 카메오로만 나올뿐 주연으로는 나서지 않는다. 대신 김아중과 장기용을 캐스팅했다. 빌런은 야쿠자이다.

## 캐스팅
(†)표시 : 영화 상에서 최종적으로 사망한 인물이다.
(‡)표시 : 영화 상에서 하차한 인물이다.

### 주연
- 마동석 : 박웅철 역 - 전 동방파 행동대장. 본작의 주인공.
- 김상중 : 오구탁 역 - 서울지방경찰청 특수범죄수사과장. 본작의 박웅철과 더불어 더블 주인공.
- 김아중 : 곽노순 역 - 사기 5범의 전과를 지닌 사기꾼. 본작의 여주인공.
- 장기용 : 고유성 역 - 전직 형사. 본작의 서브 주인공.

### 조연

#### 박웅철 주변인물
- 박효준 : 윤철주 역(‡) - 박웅철의 꼬봉.
- 정광희 : 윤철주 똘마니 역

#### 서울지방경찰청
- 박원상 : 조동철 역 - 서울지방경찰청 수사과장.
- 지승현 : 남영규 역 - 서울지방경찰청 특수범죄수사대 형사.

#### 빌런
- 김인우 : 요시하라 역 - 야쿠자 회장. 본작의 만악의 근원 2호 메인 빌런 및 준 최종 보스. 박웅철과 싸움에 의해 오른쪽 손목과 왼쪽 손목이 꺾인 후에 2대 맞고 리타이어한다.
- 이재윤 : 김창식 역(†) - 별칭 해골문신, 요시하라의 오른팔. 본작의 서브 빌런 및 중간 보스. 고유성의 의해 끊어진 엘리베이터에서 추락당한다.
- 김형묵 : 엄정한 역 - 서울지방경찰청 차장. 본작의 만악의 근원 1호 진 최종 보스. 오구탁의 의해 복수로 리타이어한다.
- 조영진 : 노상식 역(†) - 중구파 보스. 김창식(해골문신)한테 잡혀 끌려가자 요시하라의 너클에 의해 손목이 꺾여 뺨이 함몰되어 살해당한다.
- 박형수 : 박성태 역 - 연쇄살인범. 박웅철의 의해 문을 부수고 들어와 손목이 꺾여버린다.
- 박상욱 : 김창민 역 - 강도, 강간, 특수절도 등 화려한 전과를 자랑하는 범죄자.
- 윤병희 : 임춘호 역 - 전 남명석의 부하 → 야쿠자로 전향한 요시하라의 부하.

#### 조력자
- 강영묵 : 도깨비발 역 - 정태수의 빈자리를 든든하게 채워준 씬스틸러.

#### 일반인
- 한정현 : 한미정 역
- 전익령 : 최선미 역

### 단역
- 석영오 : 노래방 사장 역
- 문경민 : 교도소장 역
- 김경덕 : 교도관 역
- 손진환 : 교도부소장 역
- 김희창 : 다른교도소장 역
- 박광재 : 덩치 역
- 최현욱 : 유미영 운전형사 역
- 김원진 : 선배형사 역
- 이수정 : 곽노순 여형사 역
- 장준녕 : 경특대팀장 역
- 김재록 : 패널 1 역
- 설지윤 : 패널 2 역
- 강민태 : 물류창고 조폭 역
- 김창옥 : 감사담당관 (등산남 2) 역
- 이승창 : 신문남자 역
- 추연규 : 조동철형사 1 역
- 김원중 : 조동철형사 2 역
- 박서진 : 조동철형사 3 역
- 강승호 : 조동철형사 4 역
- 김지웅 : 드라이버 죄수 1 역
- 서영민 : 드라이버 죄수 2 역
- 원근수 : 죄수 역
- 문재원 : 깡패 역
- 서문호 : 초소 조폭 1 / 박웅철 스탠드인 역
- 정종열 : 경장 역
- 배현경 : 순경 역
- 홍도성 : 호송버스 죄수 1 역
- 황두하 : 호송버스 죄수 2 역
- 지남혁 : 호송버스 죄수 3 역
- 한상철 : 호송버스 죄수 4 역
- 장의돈 : 호송버스 죄수 5 역
- 이진혁 : 호송버스 죄수 6 역
- 김대영 : 호송버스 죄수 7 역
- 박병선 : 호송버스 죄수 8 역
- 전권하 : 호송버스 죄수 9 역
- 박근영 : 호송버스 죄수 10 역
- 이지운 : 호송버스 죄수 11 역
- 김산성 : 호송버스 죄수 12 역
- 박민한 : 호송버스 죄수 13 역
- 김대경 : 호송버스 죄수 14 역
- 고봉구 : 호송버스 죄수 15 역
- 김효영 : 호송버스 죄수 16 역
- 한명철 : 호송버스 죄수 17 역
- 신현승 : 호송버스 죄수 18 역
- 유병선 : 호송버스 죄수 19 역
- 오재윤 : 호송버스 죄수 20 역
- 김문학 : 호송버스 교도관 1 역
- 최원 : 호송버스 교도관 2 역
- 양한석 : 호송버스 교도관 3 역
- 이수민 : 호송버스 교도관 4 역
- 나호원 : 호송버스 운전기사 역
- 정무성 : 요시하라 부하 1 역
- 박태산 : 요시하라 부하 2 역
- 이왕수 : 요시하라 부하 3 역
- 최재원 : 요시하라 부하 4 역
- 유인선 : 요시하라 부하 5 역
- 김미지 : 과거 여경 역
- 조혜빈 : 유니폼녀 1 역
- 최서현 : 유니폼녀 2 역
- 윤수하 : 유니폼녀 3 역
- 배은우 : 유니폼녀 4 역
- 최지희 : 유니폼녀 5 역
- 최효상 : 정치인 1 (등산남 1) 역
- 김윤홍 : 정치인 3 (등산남 3) 역
- 김지한 : 등산남 4 역
- 임용순 : 등산남 5 역
- 김강일 : 보안부장 역
- 박용 : 경찰청장 역
- 손성찬 : 홍보담당관 역
- 재호 : 청년경찰 역
- 김춘기 : 웅철부 역
- 김시온 : 퀵서비스 역
- 장한승 : 비닐봉지 죄수 역
- 전민준 : 노상식 부하 1 역
- 안성봉 : 노상식 부하 2 역
- 신유람 : 보스급 조폭 역
- 윤토왕 : 보스급 조폭 역
- 정윤철 : 보스급 조폭 역
- 임정민 : 보스급 조폭 역
- 박금철 : 보스급 조폭 역
- 김왕용 : 보스급 조폭 역
- 서정우 : 보스급 조폭 역
- 홍범기 : 보스급 조폭 역
- 권지훈 : 초소 조폭 2 역
- 양해길 : 다방손님 1 역
- 박광설 : 다방손님 2 역
- 이형길 : 다방손님 3 역
- 주원 : 약제조실 10대 소년 1 역
- 배준모 : 약제조실 10대 소년 2 역
- 김정봉 : 약제조실 10대 소년 3 역
- 이성빈 : 약제조실 10대 소년 4 역
- 이재학 : 약제조실 10대 소년 5 역
- 여경준 : 약제조실 10대 소년 6 역
- 강범석 : 약제조실 10대 소년 7 역
- 최민석 : 약제조실 10대 소년 8 역
- 박성우 : 약제조실 10대 소년 9 역
- 임시우 : 약제조실 10대 소년 10 역
- 한명환 : 약제조실 10대 소년 11 역
- 손현민 : 약제조실 10대 소년 12 역
- 김지훈 : 약제조실 10대 소년 13 역
- 박현준 : 약제조실 10대 소년 14 역
- 고건호 : 약제조실 10대 소년 15 역
- 박국진 : 약제조실 10대 소년 16 역
- 김여름 : 냉동창고 10대 소년 1 역
- 김창희 : 냉동창고 10대 소년 2 역
- 남상기 : 냉동창고 10대 소년 3 역
- 노현석 : 냉동창고 10대 소년 4 역
- 나예성 : 냉동창고 10대 소년 5 역
- 신용호 : 냉동창고 10대 소년 6 역
- 신현빈 : 냉동창고 10대 소년 7 역
- 윤지용 : 냉동창고 10대 소년 8 역
- 이건희 : 냉동창고 10대 소년 9 역
- 이원찬 : 냉동창고 10대 소년 10 역
- 이종현 : 냉동창고 10대 소년 11 역
- 장석권 : 냉동창고 10대 소년 12 역
- 정상호 : 냉동창고 10대 소년 13 역
- 정지성 : 냉동창고 10대 소년 14 역
- 한지훈 : 농구장 학생 1 역
- 조태호 : 농구장 학생 2 역
- 김혜성 : 요시하라 몸 대역 역
- 진시원 : 청장비서 역
- 임세운 : 헬기조종사 역
- 박숙명 : 술집주인 역
- 김시혜 : 술집마담 역
- 김단비 : 다방아가씨 1 역
- 정은정 : 다방아가씨 2 역
- 김상욱 : 피칠갑두목 역
- 유재상 : 일본인관료 1 역
- 송원수 : 일본인관료 2 역
- 김선동 : 일본인관료 3 역
- 이한성 : 취객 역
- 곽정길 : 박성태 피해자 1 역
- 김명희 : 박성태 피해자 2 역
- 김유진 : 박성태 피해자 3 역
- 홍희자 : 박성태 피해자 4 역
- 박복만 : 박성태 피해자 5 역
- 백종민 : 정태수 대역
- 심철민 : 소매치기 역
- 이순혁 : 택배배달원 역
- 옥주리 : 약먹는 아줌마 역
- 한창민 : 정복경찰 1 역
- 백인주 : 정복경찰 2 역
- 김상국 : 중간보스 역
- 오진석 : 보스급 조폭 9 역
- 김명호 : 요시하라 부하 6 역
- 정시후 : 요시하라 부하 7 역
- 김민석 : 요시하라 부하 8 역
- 박준호 : 요시하라 부하 9 역

### 우정출연
- 강예원 : 유미영 역
- 조동혁 : 정태수 역
- 김혜윤 : 오지연 역 - 오구탁의 딸.
- 공정환 : 남명석 역(†) - 동방파 두목.

## 참고 사항
- 김형묵은 열혈사제 등으로 이 작품에서도 악역으로 나왔다.
- 마동석과 이재윤은 드라마 《통 메모리즈》 이후로 3년만에 재회한다.
- 마동석과 박광재는 영화 《챔피언》, 《성난황소》 이후로 1년만에 재회하며 열연한 과거가 있다.
- 김상중과 이재윤은 드라마 《황금무지개》 이후로 6년만에 재회하며 부자기간으로 출연했다.

## 같이 보기
- 2019년 대한민국의 영화 목록
- 나쁜 녀석들
- 나쁜 녀석들: 악의 도시
- 나쁜 녀석들 시리즈